# Rugby Rovigo Delta 2019-2020

## TOP12 2019-20

### Stagione regolare
| Incontro               | Andata | Ritorno   |
| ---------------------- | ------ | --------- |
| Lyons — Rovigo         | 14-45  | 19-50     |
| Rovigo — Fiamme Oro    | 15-14  | annullata |
| Colorno — Rovigo       | 20-23  | annullata |
| Rovigo — Calvisano     | 21-14  | annullata |
| Rovigo — San Donà      | 14-13  | annullata |
| I Medicei — Rovigo     | 3-24   | annullata |
| Rovigo — Viadana       | 31-10  | annullata |
| S.S. Lazio — Rovigo    | 17-39  | annullata |
| Rovigo — Mogliano      | 29-8   | annullata |
| Petrarca — Rovigo      | 19-16  | annullata |
| Rovigo — Reggio Emilia | 36-29  | annullata |

#### Risultati della stagione regolare
| Posizione | G  | V  | N | P | PF  | PS  | DP   | B | Pt |
| --------- | -- | -- | - | - | --- | --- | ---- | - | -- |
| 1ª        | 12 | 11 | 0 | 1 | 343 | 180 | +163 | 7 | 51 |

## Coppa Italia 2019-20

### Prima fase
| Incontro           | Risultato |
| ------------------ | --------- |
| I Medicei — Rovigo | 23-31     |
| Rovigo — Colorno   | 44-17     |

#### Risultati della prima fase
| Posizione | G | V | N | P | PF | PS | DP  | B | Pt |
| --------- | - | - | - | - | -- | -- | --- | - | -- |
| 1ª        | 2 | 2 | 0 | 0 | 75 | 40 | +35 | 1 | 9  |

### Fase finale
| Turno | Incontro          | Andata | Ritorno |
| ----- | ----------------- | ------ | ------- |
| SF    | Rovigo — Viadana  | 41-10  | 5-17    |
| F     | Rovigo — Petrarca | 10-3   | 10-3    |

## Verdetti
- Rovigo vincitore della Coppa Italia 2019-20.